# Will Weaver
Will Weaver (Austin, 1984) è un allenatore di pallacanestro statunitense.

## Palmarès
- Dennis Johnson Coach of the Year Award (2019)